# Schahinde Marschania von Tzebelda
Kezziban Schahinde Marschania von Tzebelda (türk. Prenses Kezziban Şahinde Marşania-Tzebelda; *  23. September 1895 im Marschania-Palast in Kadirköy zu Sivas; † 15. März 1924 in Istanbul) war eine Hofdame am Hofe Sultan Mehmed VI.
Kezziban Schahinde war die Tochter des abchasischen Prinzen Abdülkadir Marschania von Tzebelda und der Prinzessin Mavlude Inalpa von Gulisti. Schahinde wurde schon mit fünf Jahren zu ihrer Tante Emine Nazikeda, die mit dem osmanischen Prinzen Mehmed Vahdettin verheiratet war, geschickt, um bei ihr eine gute Erziehung zu bekommen. Da abchasische Adelstöchter am Sultanshof begehrt waren, nicht nur wegen ihrer Schönheit, sondern auch wegen ihrer Anpassungsfähigkeit an den Harem, wollten die Eltern Schahinde mit einem osmanischen Prinzen oder gar mit dem Sultan selbst verheiratet sehen. 
Die Tante erzog die Nichte liberal und als Schahinde reif für eine Heirat war, schlug sie alle Bewerber ab, sogar den beliebten Prinzen Burhaneddin, der schon zwei Frauen hatte, wollte sie nicht. Sie zog sich von dem Zeitpunkt an in eine literarische Welt zurück. Schahinde ließ sich extra aus Frankreich, England und Deutschland Bücher bestellen, um sie alle geradezu auswendig zu lernen. Am Hof gab man ihr den Spitznamen „Mademoiselle l’Europe“, was ihrem Ansehen sehr schadete.
Als Emine Nazikeda mit der Thronbesteigung ihres Mannes im Jahre 1918 zur Kaiserin erklärt wurde, erhob sie ihre Nichte kurzerhand zur Ehrendame. Von nun an richtete sich der gesamte Hass des Hofes auf die junge Prinzessin, die sich noch immer nicht verheiraten wollte. Schließlich musste die Tante sie auf ein entlegenes Palais im Haremspark schicken, wo sie fern vom Hofleben ihr Dasein fristen sollte.
Doch als Sultan Mehmed VI. 1922 ins Exil ging und seine Familie in Istanbul zurückließ, sperrten die Revolutionäre die Kaiserin Emine Nazikeda zusammen mit ihren Hofdamen, darunter auch Prinzessin Marschania, in den Feriye-Palast ein.
Schahinde litt unter den despotischen Wächterinnen des Feriye-Palastes sehr, weshalb sie oft krank wurde. Als dann auch die Sultansfamilie 1924 ins Exil geschickt wurde, hielt man die Prinzessin noch fünf weitere Tage fest. Schließlich wurde sie vom türkischen Parlament freigesprochen. Am Tag ihrer Freilassung wurde Prinzessin Schahinde von einem fanatischen Revolutionär auf offener Straße erdolcht und erlag kurze Zeit später im Krankenhaus ihrer schweren Verletzung.